# Спидглайдинг

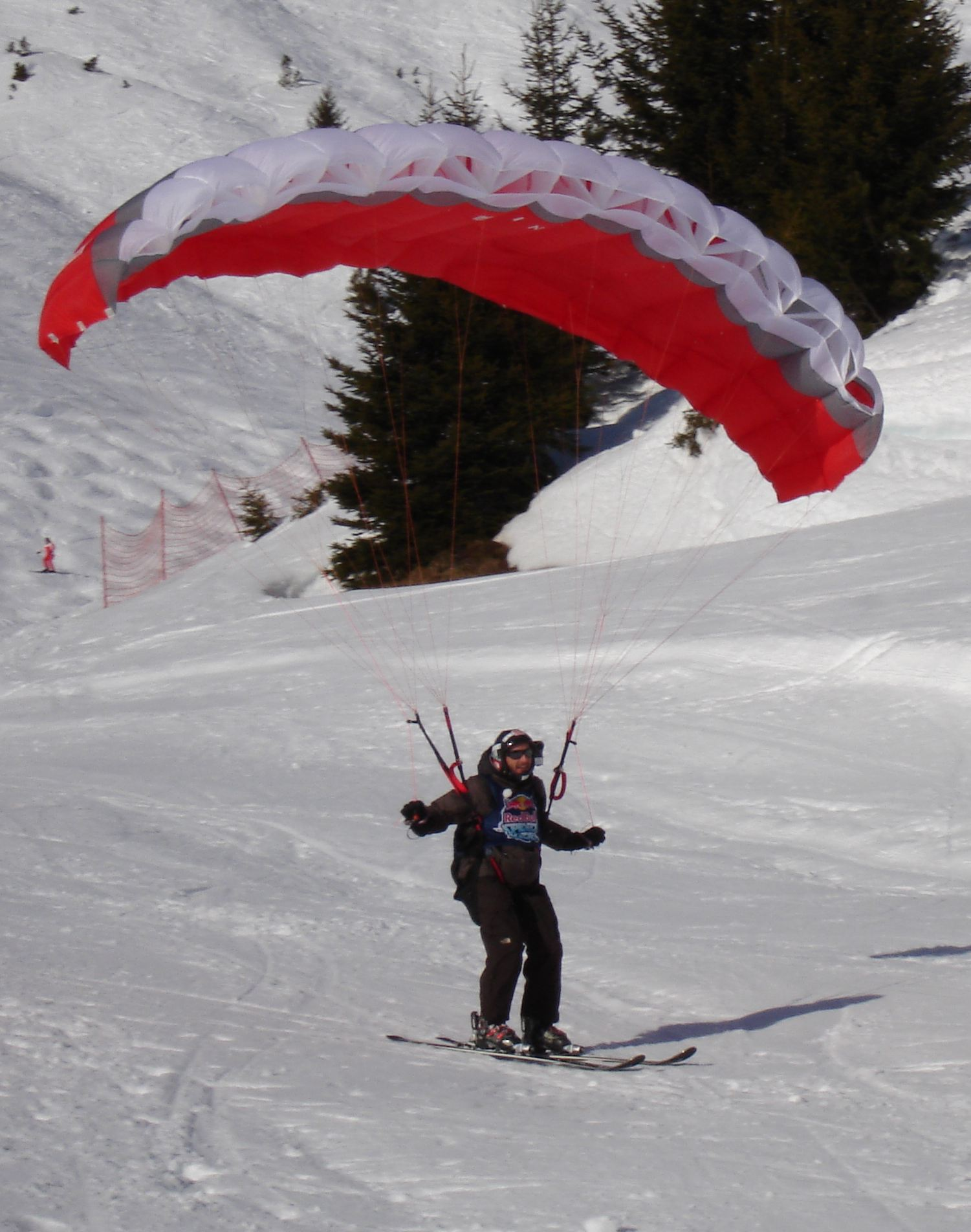
Спидглайдер на склоне

Спидглайдинг (также известный как спидрайдинг или спидфлаинг)  — экстремальный вид спорта, комбинация фрирайда и полета со специальным крылом (глайдером) похожим на скоростной парашют.

## Отличия от парапланеризма
Спидглайдинг — это уникальный, гибридный спорт, сочетающий в себе элементы парапланеризма, парашютного спорта, а также горных лыж или сноуборда. Используемые в спидглайдинге крылья, развивают бо́льшую скорость, нежели параплан, а сам полет имеет меньшую продолжительность и, как правило, проходит вдоль склона.

## Крыло
Крыло, или, другими словами, глайдер (англ. speed glider, speed wing, speed flyer) примерно в два раза меньше среднего параплана и имеет меньшее аэродинамическое качество. Оно способно развивать скорость от 30 до 145 км/ч, в то время как параплан от 20 до 70 км/ч.
|                             | Глайдеры    | Парапланы   | Парашюты    |
| Площадь крыла               | 5.5-18 м2   | 20-35 м2    | 5.4-25 м2   |
| Аэродинамическое качество   | 3:1-5:1     | 8:1-11:1    | 3:1         |
| Диапазон скорости           | 30-145 км/ч | 20-70 км/ч  | 25-145 км/ч |
| Диапазон соотношения сторон | 2.5:1-4:1   | 4:1-6:1     | 2:1-3:1     |
| Диапазон цен                | $700-$2000  | $2000-$4000 | $2000-$5000 |
| Вес                         | 2-4 кг      | 4-13 кг     | 1.4-7 кг    |
| Количество секций           | 15-30       | 30-80       | 7-27        |